# Sam Bass
Sam Bass (21. juli 1851 i Mitchell, Indiana – 21. juli 1878 i Round Rock, Texas) var togrøver og lovløs i Det Vilde Vesten. 